# MEN1
المينين هو بروتين يوجد في الإنسان، ويُشفَّر عبر جين MEN1. والمينين هو جين وهمي كابت للورم مُرتبط بـ تكون الورم الصماوي المتعدد النوع 1.